# Budapest Trophy
Budapest Trophy – międzynarodowe zawody w łyżwiarstwie figurowym seniorów rozgrywane na Węgrzech. Zawody odbywają się w Budapeszcie. W jego trakcie rozgrywane są zawody w konkurencji solistów, solistek, par sportowych i tanecznych, choć nie zawsze rozgrywane są wszystkie konkurencje. Od sezonu 2020/21 rozgrywki w kategorii seniorów wchodzą w cykl zawodów Challenger Series organizowanych przez Międzynarodową Unię Łyżwiarską.

## Medaliści
CS: Challenger Series

### Soliści
| Rok     | Złoto          | Srebro          | Brąz              | Źr.   |
| ------- | -------------- | --------------- | ----------------- | ----- |
| 2020 CS | Daniel Grassl  | Burak Demirboğa | Aleksandr Selevko | [ 1 ] |
| 2022 CS | Matteo Rizzo   | Lukas Britschgi | Nikolaj Memola    | [ 2 ] |
| 2023 CS | Nikolaj Memola | Lukas Britschgi | Tomoki Hiwatashi  | [ 3 ] |

### Solistki
| Rok     | Złoto             | Srebro           | Brąz              | Źr.   |
| ------- | ----------------- | ---------------- | ----------------- | ----- |
| 2020 CS | Loena Hendrickx   | Eva-Lotta Kiibus | Ałеksandra Fеjgin | [ 4 ] |
| 2022 CS | Ava Marie Ziegler | Kimmy Repond     | Niina Petrõkina   | [ 5 ] |
| 2023 CS | Bradie Tennell    | Lea Serna        | Clare Seo         | [ 6 ] |

### Pary sportowe
| Rok                                                  | Złoto                                  | Srebro                                | Brąz                           | Źr.   |
| ---------------------------------------------------- | -------------------------------------- | ------------------------------------- | ------------------------------ | ----- |
| Konkurencja nie została rozegrana w 2020 i 2022 roku |                                        |                                       |                                |       |
| 2023                                                 | Minerva Fabienne Hase / Nikita Wołodin | Marija Pawłowa / Aleksiej Swiatczenko | Darja Daniłowa / Michael Tsiba | [ 7 ] |

### Pary taneczne
| Rok     | Złoto                                | Srebro                                   | Brąz                               | Źr.    |
| ------- | ------------------------------------ | ---------------------------------------- | ---------------------------------- | ------ |
| 2020 CS | Ołeksandra Nazarowa / Maksym Nikitin | Katharina Müller / Tim Dieck             | Sasha Fear / George Waddell        | [ 8 ]  |
| 2022 CS | Marjorie Lajoie / Zachary Lagha      | Jewgienija Łopariowa / Geoffrey Brissaud | Katarina Wolfkostin / Jeffrey Chen | [ 9 ]  |
| 2023 CS | Diana Davis / Gleb Smołkin           | Marie-Jade Lauriault / Romain Le Gac     | Loïcia Demougeot / Théo Le Mercier | [ 10 ] |